# 波卡 (服飾)

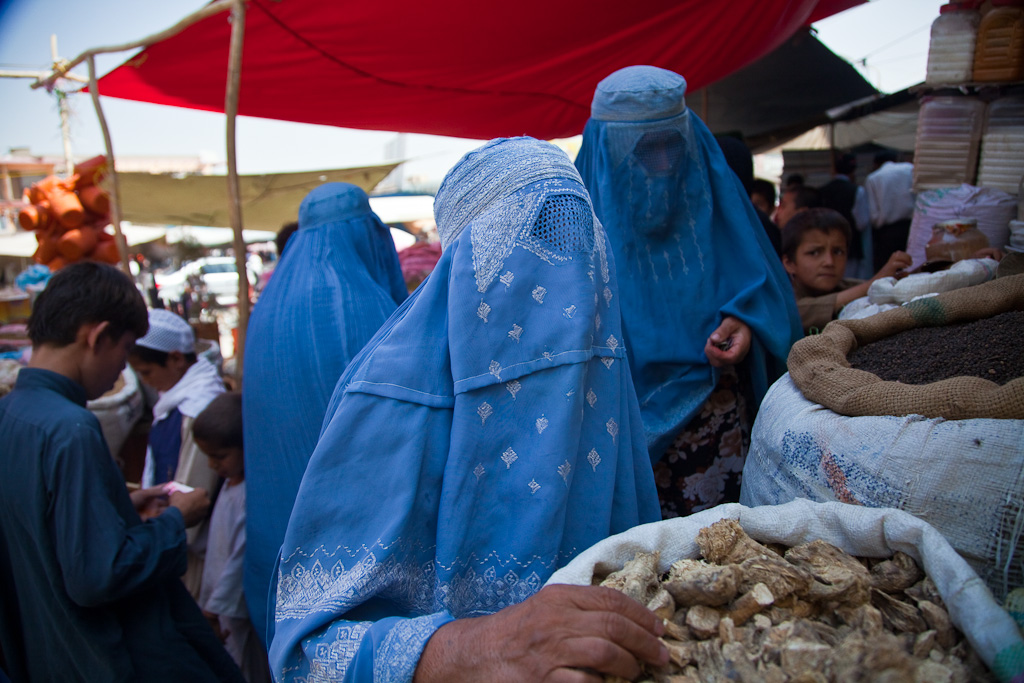
穿着傳統波卡的阿富汗妇女，摄于2010年

罩袍（阿拉伯語：برقع），也作吉里巴甫、波卡、布嘎或布尔卡，是阿拉伯国家及一些伊斯兰国家的女性传统服饰。罩袍是宽松的黑色拖地大外套，讓妇女从肩膀到脚被包裹得严严实实。罩袍的风格、款式、颜色、剪裁和穿法因各国不同的习俗而有所不同。
自伊斯兰时代以来，特别是在普什图人和阿拉伯妇女中，人们已经证明了波卡和其他类型的面纱，无论过去还是现在，都没有被大多数伊斯兰学者视为宗教要求。然而，一些学者尤其是支持萨拉菲运动的人认为，在有亲属（马哈拉姆）男性在场的情况下，妇女必须穿戴波卡。妇女可能出于多种原因穿上波卡，例如阿富汗塔利班政权的要求。
目前有14个国家禁止了波卡，包括奥地利、丹麦、法国、比利时、塔吉克斯坦、拉脱维亚、保加利亚、喀麦隆、乍得、刚果共和国、加蓬、荷兰、摩洛哥、斯里兰卡和中國（新疆）。而塔利班於2022年5月7日下令规定阿富汗妇女必须在公共场合穿戴波卡。

## 罩袍

### 罩袍的颜色
在传统的罩袍中纯黑色是主流，其次为深蓝、咖啡、浅紫等暗色系列。另一种罩袍采用双层布料，外层薄纱以黑色为主，里层的颜色可有红、黄、白、橘等。另有金色、银色、红色罩袍，只有在结婚等盛宴时才穿。穆斯林妇女可以选择喜欢的颜色或根据出席场合的氛围而作出选择。

### 剪裁样式
罩袍的样式有一件式套头款式、大衣款式即开前扣或暗扣或在正面加一片内里，另有连帽子一起设计的款式。罩袍穿在最外层，所以大多以直线、宽松、略长的剪裁为合适。随着时代的变迁，逐渐涌现出了合贴、有腰身的罩袍，多为年轻、时髦女士们所青睐。

### 质料
罩袍质料在各国也有所区别，这也直接影响到罩袍的价格。材料一般包含普通的黑布、棉麻、人造丝和纯丝；不同的装饰配件则有机器缝绣的彩色花样或手工刺绣，以及在袖口、裙摆缝制出的亮片、珠子、水晶、碎钻等。质地好的罩袍穿起来相對轻盈舒适，负重与闷热的感觉较轻。

### 何时可以不穿罩袍
穆斯林妇女也有不穿罩袍的时候。一是在家里时穿居家便服，但若有男性亲属在场时，仍须戴头巾；一是在只有女性在场的聚会场合中，才可以脱下罩袍头巾，坦露面容。此时她们可以展示面貌、身材、各色服装、首饰或穿上晚礼服，露胸、胯、背和腰均可，加上彩妆发型。 但在一般有男有女的公共场合，女士们几乎是黑罩袍从头包到脚。 同时少女（一般是未成年人）则可不必穿戴罩袍。

## 争议

世界各地官方对波卡穿着的态度。

《古兰经》沒有明文規定婦女要蒙面，不過《穆斯林聖訓實錄》和《艾布·達吾德聖訓集》有聖訓支持婦女戴面紗。
有人认为罩袍头巾象征婦女權利被剥夺。她们不能和男性拥有同等的坦露面容的自由，因此也遭受一些国家的批评，并引发对阿拉伯妇女权利的争论。在伊斯兰教国家中，多数妇女没有与男性同等的权利，如没有选举权和被选举权，也不能在政治、经济、艺术、文化等领域拥有一席之地。截至2015年，已有少数阿拉伯或伊斯兰国家的妇女可以自由选择是否穿上罩袍，如被塔利班政权重新占领前的阿富汗妇女们可以自由坦露面容，也可以更多地参与政治、经济等生活。
另一方面，前法国总统薩科齊批評這類回教罩袍在法國社會顯得格格不入，而法国参议院也在2010年9月14日通过法案，禁止人们在公共场合遮盖面部。非洲國家查德鑒於恐怖組織博科聖地可能利用這類回教罩袍進行偽裝並襲擊當地，於2015年6月開始通令全國禁全身罩袍，違者可能遭到逮捕和審判。
21世纪初，伊斯兰教女装在中华人民共和国逐渐成为一个有争议的话题。在新疆，罩袍被称作吉里巴甫。但学者祖木来提·阿不力克木表示吉里巴甫服并非是维吾尔族女性的传统服装，也不适合以农耕为主的维吾尔民族，而是20世纪末才开始出现的现象，受到当地政府的反对。1990年代以前，穿罩袍的風氣在新疆的城鎮居民中不大流行，然而自1980年代以後宗教極端勢力崛起，穿罩袍的婦女越來越多，逐漸形成一種要求穿保守服裝的社會壓力。2013年6月起，新疆官方以反恐为由禁止妇女穿着吉里巴甫。2015年1月10日，新疆维吾尔自治区人民代表大会常务委员会批准《乌鲁木齐市公共场所禁止穿戴蒙面罩袍的规定》，并在次月2月1日正式实施。2015年，在录制电视节目《花儿与少年》时，女演员宁静虽非伊斯兰教徒，仍穿着吉里巴甫。湖南卫视在播出节目时，对涉及宁静的电视画面采取消音，直至完全删除。2017年4月1日，由新疆维吾尔自治区人大常委会审议通过的《新疆维吾尔自治区去极端化条例》开始实施，其中第九条第八款规定自己或强迫他人穿戴蒙面罩袍、佩戴极端化标志属于受极端主义影响的极端化行为并予以禁止。
2017年5月28日，德国议会对一项禁止公务、司法和军事领域的女性员工戴上伊斯兰面纱的法律草案表示支持。巴伐利亚州、下萨克森、巴登-符腾堡也都立法禁止这类服饰的穿着。但有评论家认为，戴上波卡的士兵和官员实际上在德国并不存在。因此，新的规则不但冗余，还会加剧紧张局势。
瑞士在2021年3月举行的公开场合蒙面禁令的公投选举中以51.21％的赞成率通过，其中的蒙面涵盖了波卡等伊斯兰教的服饰。这一举措也遭到当地穆斯林群体反对，如当地的伊斯兰伞形组织发文称这一举措是“直接针对穆斯林全员”，“损害了整个瑞士的价值观念。”

## 延伸
存在一种叫做布基尼（burqini）的泳衣罩住头发，为穆斯林妇女设计。